# 실버바브
실버바브(Barbonymus schwanenfeldii)는 잉어목 잉어과의 물고기이다. 몸길이는 35cm로서 잉어과에선 큰 축에 속하는 물고기이다.

## 특징과 먹이
실버바브는 측면이 납작하고 우아한 모습으로 긴 마름모 꼴의 형태를 하고 있다. 등과 몸과 배 부분은 은색을 띄고 있으며 노란색이나 푸른색의 광택을 가지고 있고 눈의 홍채는 황금색이다. 입에는 두 쌍의 수염도 같이 나있다. 등지느러미는 밝은 적색을 띄고 있으며 끝 부분에는 거무스름한 얼룩도 같이 있다. 붉은색의 꼬리지느러미에는 양쪽 돌출부를 끝으로 검은색의 선이 가로지르고 있으며 그 외의 지느러미는 옅은색으로서 노란색이나 귤색을 띄고 있다. 먹이는 잡식성으로 수생식물과 수생 곤충 및 갑각류를 먹고 관상어로 키울 시엔 사료를 줘도 잘먹는다.

## 서식지와 적정수온
실버바브의 주요한 서식국가는 태국, 말레이시아, 인도네시아로서 강의 수초가 우거진 곳을 선호하며 강에 중류에 주로 서식한다. 실버바브가 살아가는 데에 있어 적정수온은 22°~26°이다.

## 관상어로서 주의사항
실버바브는 관상어로서도 키우는 물고기이다. 관상어로 키울 때는 무리를 이뤄서 군영을 이루는 모습도 장관이며 은색의 아름다운 모습도 장관이다. 다만 실버바브는 크기가 큰 어종인만큼 반드시 어항은 최소 90cm 이상인 것을 장만해야 하며 수온에도 민감한 어종이니 실버바브가 살아가는 데에 있어 적정수온인 22°~26°의 수온을 항상 유지해줘야 한다. 모래나 돌은 미끄러운 재질로 깔아주는 것이 좋으며 다른 어종과 합사를 할 때에는 작은물고기를 넣어 줬을 경우엔 실버바브가 먹이로 인식해서 잡아먹는 경우도 나오니 반드시 동일한 크기의 잉어과에 속하는 어종과 합사를 시키는 것이 좋다. 수초는 부분적으로 심어줄 때에는 실버바브가 연약한 잎의 수초를 갉아먹는 일도 생기므로 이럴 시엔 상추같은 것을 넣어주는 것도 좋다.